# George Koltanowski

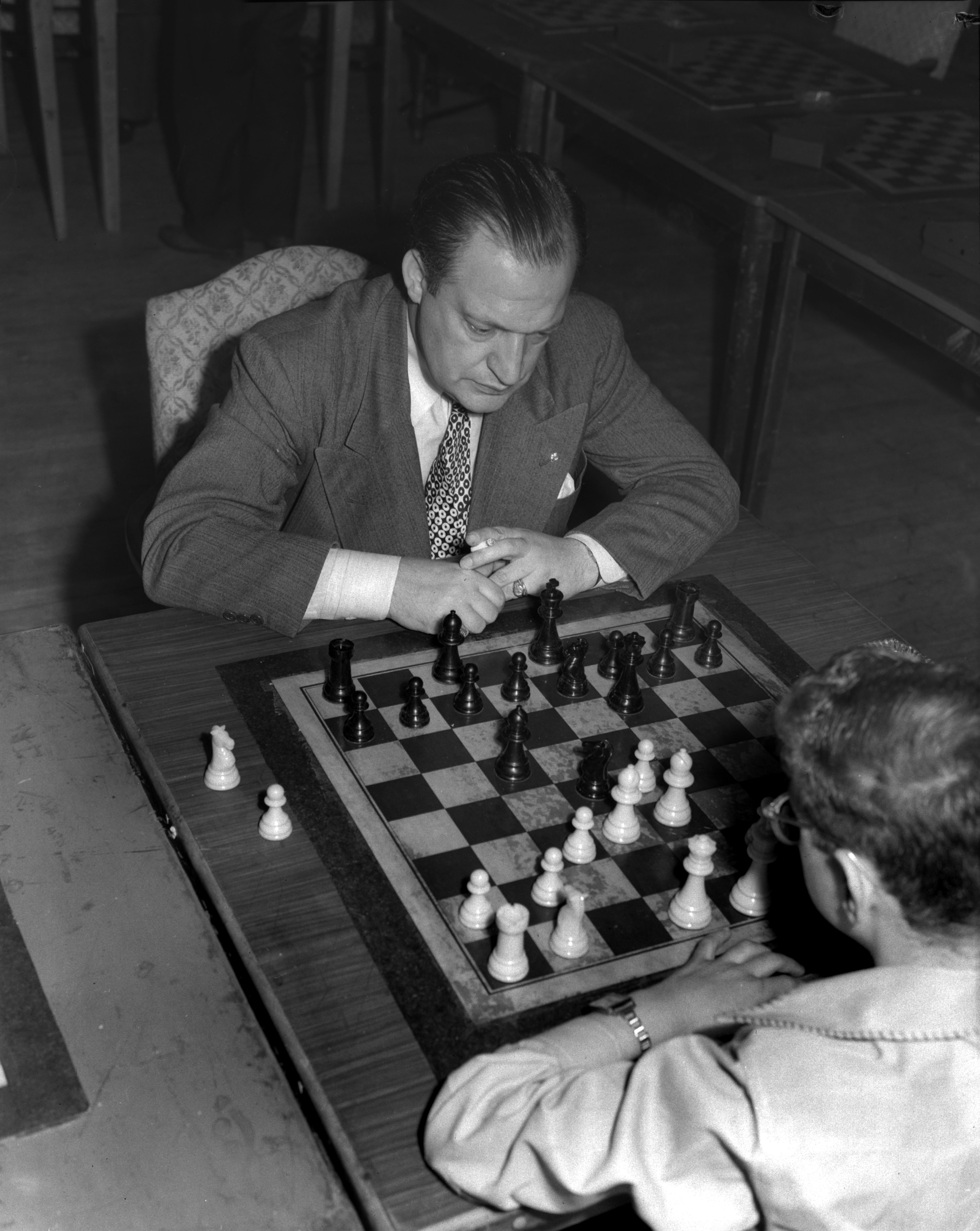
George Koltanowski (1948)

George Koltanowski (* 17. September 1903 in Antwerpen; † 5. Februar 2000 in San Francisco) war ein belgisch-US-amerikanischer Schachspieler. Bei Geburt hatte er den Vornamen Georges, den er später auf George verkürzte.

## Leben
Seine größten Erfolge hatte Koltanowski in den 1930er Jahren, als er auf vielen internationalen Turnieren anzutreffen war. Sieger wurde er 1932 in Antwerpen sowie 1934 und 1935 in Barcelona. Auch gewann er 1923, 1927, 1930 und 1936 die belgische Landesmeisterschaft. Mit der belgischen Mannschaft nahm Koltanowski an den Schacholympiaden 1927 und 1928 teil, auch bei der inoffiziellen Schacholympiade 1924 war er am Start.
Im Jahre 1938 emigrierte Koltanowski zunächst nach Südamerika, 1940 dann in die USA. Hier arbeitete er als Schachjournalist und leitete 52 Jahre lang die tägliche Schachecke des San Francisco Chronicle. Dort erschienen auch zahlreiche seiner Schachaufgaben. Insgesamt verfasste er über 19.000 Artikel, damit ist er der wohl produktivste Schachkolumnist aller Zeiten.
Im Jahre 1944 lernte Koltanowski in New York seine Ehefrau Leah (* 1907) kennen. 1947 zogen sie nach Bay Area. Ab 1946 zog er sich vom aktiven Turnierspiel zurück. Lediglich bei der Schacholympiade 1952 spielte er zwei Partien für die Mannschaft der USA und erreichte Remisen gegen den Großmeister Alexander Kotow und den Internationalen Meister Tibor Flórián.
Von 1976 bis 1978 war Koltanowski Präsident der United States Chess Federation. Im Jahre 1982 wurde er zum Ehrenmitglied des Weltschachbundes FIDE ernannt. 1986 wurde er in die Chess Hall of Fame aufgenommen, 1988 bekam er von der FIDE den Großmeister-Titel ehrenhalber verliehen, nachdem er bereits 1950 zum Internationalen Meister ernannt worden war. George Koltanowski starb 2000 an Herzproblemen.

## Blindschach
Koltanowski stellte einen Weltrekord im Blind-Simultan-Schach auf: 1937 spielte er in Edinburgh gleichzeitig an 34 Brettern (+24 =10 −0). Am 4. Dezember 1960 spielte er in San Francisco mit nur zehn Sekunden Bedenkzeit pro Zug gegen 56 Gegner nacheinander Blindschach, wobei er 50 Partien gewann und nur sechsmal remisierte. Eine seiner Spezialitäten war auch die ohne Ansicht des Brettes vorgeführte Springerwanderung. Durch solche publikumswirksamen Auftritte tat er sehr viel zur Popularisierung des Schachs.

## Veröffentlichungen
Er schrieb die autobiographischen Bücher Adventures of a Chess Master (später In the dark) und With the Chess Masters sowie ein Buch über das von ihm bevorzugte Colle-System. Koltanowski war ein großer Erzähler von historisch nicht immer akkuraten Schach-Anekdoten, die er Chessnicdotes nannte.

## Schachkomposition
Koltanowski betätigte sich auch als Schachkomponist. Vorwiegend publizierte er Zweizüger, seltener Studien.
|   | a | b | c | d | e | f | g | h |   |
| 8 |   |   |   |   |   |   |   |   | 8 |
| 7 |   |   |   |   |   |   |   |   | 7 |
| 6 |   |   |   |   |   |   |   |   | 6 |
| 5 |   |   |   |   |   |   |   |   | 5 |
| 4 |   |   |   |   |   |   |   |   | 4 |
| 3 |   |   |   |   |   |   |   |   | 3 |
| 2 |   |   |   |   |   |   |   |   | 2 |
| 1 |   |   |   |   |   |   |   |   | 1 |
|   | a | b | c | d | e | f | g | h |   |

Lösung:

1. Tf2–f1+ Kb1–b2 Mit folgendem Turmopfer wird Schwarz in Zugzwang gebracht.

2. Tf1–a1! Kb2xa1 Früher oder später wird Schwarz den Turm nehmen müssen.

3. Kd3–c2! a7–a5 Weiß führt nur noch Wartezüge aus.

4. Kc2–c1 a5–a4

5. Kc1–c2 a4–a3

6. Kc2–c1 g7–g5

7. hxg6 en passant h6–h5

8. g6–g7 h5–h4

9. g7–g8D mit Matt im nächsten Zug

## Schriften (Auswahl)
- Milton Finkelstein (Hrsg.): In the Dark. Chess Enterprises, Coraopolis PA 1985, ISBN 0-931462-46-0 (früherer Titel: Adventures of a chess master).
- With the chess masters. Falcon Publ., San Francisco 1972.
- Colle System. 10. Aufl. Chess Enterprises, Coraopolis PA 1980, ISBN 0-931462-05-3.
- Milton Finkelstein (Hrsg.): Practical chess. Kolty Publ., New York 1947.
- Chessnicdotes. Chess Enterprises, Coraopolis PA. Band 1, 1978, ISBN 0-931462-01-0. Band 2, 1981, ISBN 0-931462-11-8.
- Checkmate strategies. The patterns of the winning mating strategies and how to achieve them. Chess Enterprises, Coraopolis PA 1999, ISBN 0-945470-78-9.